# Diprotodontidae
Дипротодонтові, або «дворізцеві» (Diprotodontidae) — викопна родина ссавців з ряду кускусоподібних когорти сумчастих (Masupialia). Це були ендеміки Австралії й Нової Гвінеї в періоди олігоцену — плейстоцену від 28,4 мільйона до 40 000 років тому.

## Опис
Родина в основному складалася з великих чотириногих наземних рослиноїдних тварин, включаючи найбільшу сумчасту тварину, яка коли-небудь жила, Diprotodon розміром з носорога. Nimbadon, якого часто вважають базальним дипротодонтидом, був деревним. Дворізцеві були плантиградними (стопа і пальці плоскі відносно землі). У більшості родів передні кінцівки не були спеціалізованими і їх можна було використовувати для інших функцій, окрім руху. Деякі пізніші дипротодонтиди, починаючи з пліоцену і далі, такі як Ambulator і Diprotodon, розвинули передні кінцівки, подібні до слона, що спеціалізувалися на ходьбі з модифікованими кістками зап'ястя, які функціонували як п'ята, разом із розвитком подушечок, що означає, що пальці, ймовірно, не торкалися землі, про що свідчить відсутність пальців на відбитках ніг Diprotodon. Принаймні у деяких представників клади внутрішня частина черепа була з великими внутрішніми пазухами.

## Еволюційна історія
Група вперше з'явилася під час пізнього олігоцену з представниками, які були переважно розміром з вівцю, і значно диверсифікувалася, починаючи з пізнього міоцену, досягнувши піка різноманітності в пліоцені з сімома родами, ймовірно, через збільшення відкритих лісових ландшафтів. Останні відомі представники групи, включаючи Diprotodon і Zygomaturus з материкової Австралії, а також Hulitherium і Maokopia з Нової Гвінеї, вимерли під час пізнього плейстоцену приблизно 40 000 років тому, після прибуття людей до Австралії та Нової Гвінеї.

## Склад родини
у складі родини Diprotodontidae — містяться наступні вимерлі роди австралійських сумчастих:
Підродина Diprotodontinae Gill, 1872
- рід †Diprotodon Owen, 1838
- рід †Euowenia De Vis, 1891
- рід †Euryzygoma Longman, 1921
- рід †Meniscolophus Stirton, 1953
- рід †Ngapakaldia Stirton, 1967
- рід †Nototherium Owen, 1845
- рід †Pyramios Woodburne, 1967
- рід †Sthenomerus De Vis, 1883

Підродина Zygomaturinae Stirton, Woodburne & Plane, 1967
- рід †Alkwertatherium Murray, 1990
- рід †Ambulator Stirton, 1967
- рід †Hulitherium Flannery & Plane, 1986
- рід †Kolopsoides Plane, 1967
- рід †Kolopsis Woodburne, 1967
- рід †Maokopia Flannery, 1992
- рід †Neohelos Stirton, 1967
- рід †Nimbadon Hand, Archer, Godthelp, Rich and Pledge, 1993
- рід †Plaisiodon Woodburne, 1967
- рід †Raemeotherium Rich, Archer, Tedford, 1978
- рід †Silvabestius Black & Archer, 1997
- рід †Zygomaturus Owen, 1858

Типовим родом цієї родини є дипротодон (Diprotodon) — один з найбільших ссавців Австралії і загалом один з найбільших видів сумчастих. З назвою родини пов'язана одна з назв ряду — Diprotodontia, який включає такі загальновідомі сучасні родини сумчастих ссавців як коалові та кенгурові.

## галерея

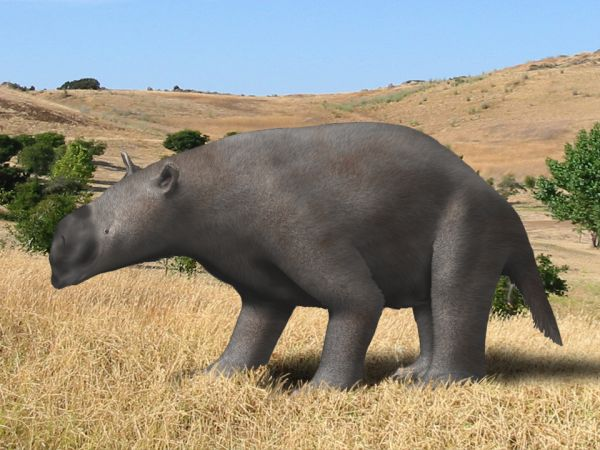
Pyramios
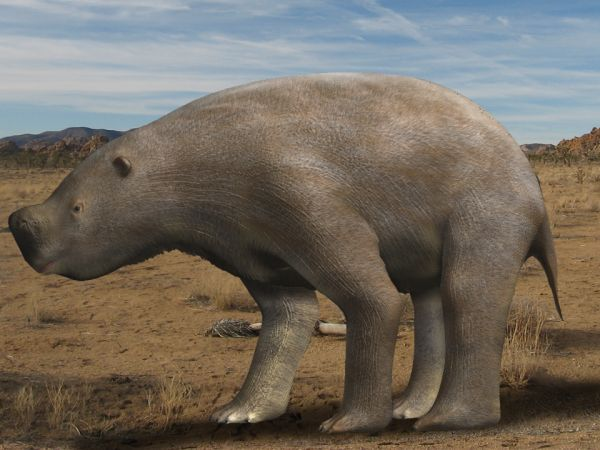
Nototherium
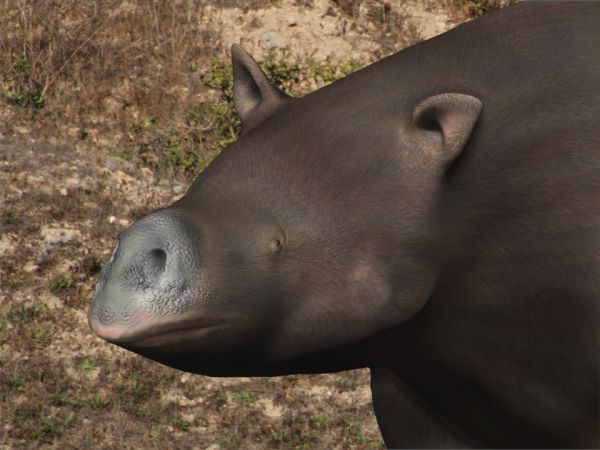
Euryzygoma
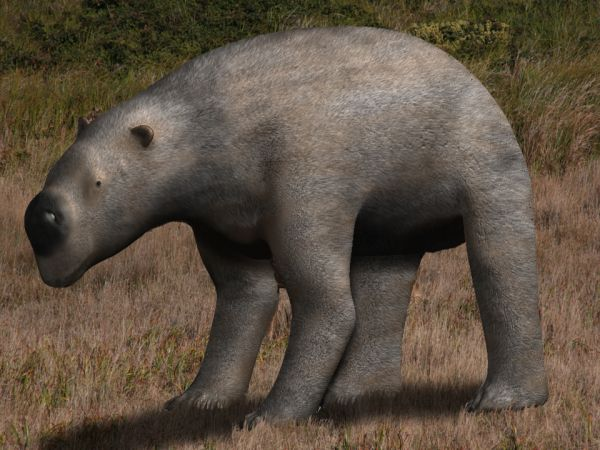
Diprotodon